# Thanh Thảo (nhà thơ)
Hồ Thành Công, thường được biết đến với bút danh Thanh Thảo (sinh ngày 16 tháng 2 năm 1946), quê ở xã Đức Tân, huyện Mộ Đức, tỉnh Quảng Ngãi. Là một nhà thơ kiêm nhà báo người Việt Nam. Tốt nghiệp khoa ngữ văn, trường Đại học Tổng hợp Hà Nội, Thanh Thảo vào công tác ở chiến trường miền Nam.

## Sự nghiệp sáng tác
Từ mấy thập niên trước, Thanh Thảo đã được công chúng chú ý qua những tập thơ và trường ca mang diện mạo độc đáo viết về chiến tranh và thời hậu chiến: Những người đi tới biển (1977), Dấu chân qua trảng cỏ (1978), Những ngọn sóng mặt trời (1981), Khối vuông ru-bích (1985), Từ một đến một trăm (1988)...Đặc biệt, bài thơ Đàn ghi ta của Lorca trong tập thơ Khối vuông ru-bích (1985) của ông được biên soạn vào giảng dạy trong chương trình văn học trung học phổ thông toàn quốc.
Hiện ông là Chủ tịch Hội Văn học nghệ thuật Quảng Ngãi, phó chủ tịch Hội đồng thơ Hội nhà văn Việt Nam. Thanh Thảo đã nhận giải thưởng của Hội Nhà văn Việt Nam năm 1979, giải thưởng Ban Văn học Quốc phòng An nình, Hội Nhà văn Việt Nam năm 1995, giải thưởng Nhà nước (đợt 1) về văn học nghệ thuật năm 2001 và Giải thưởng Văn học Đông Nam Á năm 2014.
Những năm gần đây, Thanh Thảo vẫn tiếp tục làm thơ đồng thời viết báo, tiểu luận phê bình và nhiều thể loại khác, nhưng đóng góp quan trọng và đặc sắc nhất của ông vẫn là thơ ca.
Với các học sinh lớp 12 ở Việt Nam, ông nổi tiếng qua tác phẩm "Đàn ghi-ta của Lor-ca" nằm trong sách giáo khoa Ngữ Văn 12, tập 1. Mặc dù không có tài liệu nào nói rằng Lor-ca (Federico Garcia Lorca) biết chơi đàn ghi-ta nhưng ông vẫn nổi tiếng với các bạn học sinh Việt Nam qua hình ảnh người nghệ sĩ.

## Tác phẩm
- Trẻ con ở Sơn Mỹ (trường ca, 1975-1978) gồm 7 cảnh,
- Những người đi tới biển (trường ca, 1977) gồm 3 chương,
- Những nghĩa sĩ Cần Giuộc (trường ca, 1978-1980) gồm 6 phần,
- Dấu chân qua trảng cỏ (tập thơ, 1978),
- Bùng nổ của mùa xuân (trường ca, 1980-1981),
- Đêm trên cát (trường ca, 1982),
- Trò chuyện với nhân vật của mình (trường ca, 1983)
- Cỏ vẫn mọc (trường ca, 1983),
- Khối vuông Rubic (trường ca, 1984),
- Khối vuông Rubic (tập thơ, 1985),
- Tàu sắp vào ga (tập thơ, 1986),
- Bạch đàn gởi bạch dương (tập thơ, 1987),
- Từ một đến một trăm (tập thơ, 1988),
- Những ngọn sóng mặt trời (trường ca, 1994),
- Ngón thứ sáu của bàn tay (tiểu luận phê bình, 1995)
- Mãi mãi là bí mật (tiểu luận phê bình, 2004),
- Thanh Thảo 1 2 3 (tập thơ, 2007),
- Thanh Thảo 70 (tuyển tập thơ, 2008),
- Trò chuyện với dòng sông (tiểu luận phê bình, 2009),
- Trường ca Mêtrô (trường ca, 2009),
- Trường ca chân đất (2012)...

## Quỹ học bổng "Vì trẻ em Sơn Mỹ"
Năm 1998, trong ngày tưởng niệm 30 năm Thảm sát Mỹ Lai, Thanh Thảo bắt đầu trao tặng học bổng cho các em học sinh nghèo tại làng Tư Cung, xã Tịnh Khê, Quảng Ngãi để ngăn trẻ em nghèo bỏ học cho đến bây giờ. Do quỹ học bổng này của cá nhân nhà thơ nên không cố định mỗi năm bao nhiêu suất, mỗi suất bao nhiêu tiền. Nó đơn giản là tiền nhuận bút ông tích góp được bao nhiêu thì chia cho các em bấy nhiêu.